# 拉罗谢尔诺尔芒德
拉罗谢尔诺尔芒德（法語：La Rochelle-Normande，法語發音：[la ʁɔʃɛl nɔʁmɑ̃d]）是法国芒什省的一个旧市镇，属于阿夫朗什区。2016年，拉罗谢尔诺尔芒德与临近的4个市镇合并为新市镇萨尔蒂伊拜博卡日。

## 地理
拉罗谢尔诺尔芒德（48°45'54"N, 1°26'4"W）面积7.53 平方千米，位于法国诺曼底大区芒什省，该省份为法国西北部沿海省份，西、北、东北三面环大西洋，东起顺时针与卡爾瓦多斯省、奧恩省、马耶讷省和伊勒-维莱讷省接壤。
与拉罗谢尔诺尔芒德接壤的市镇（或旧市镇、城区）包括：圣皮埃尔朗热、拉吕塞尔讷-杜特勒梅尔、勒格里蓬。

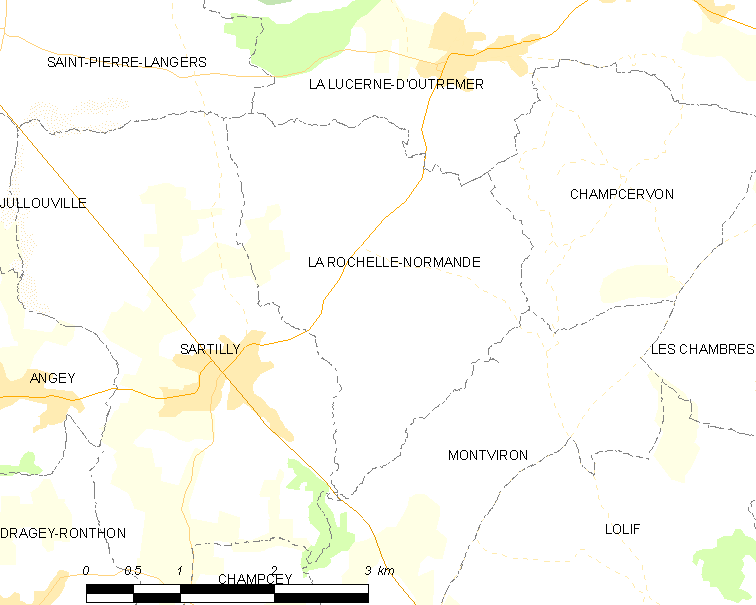
拉罗谢尔诺尔芒德的OSM定位图

拉罗谢尔诺尔芒德的时区为UTC+01:00、UTC+02:00（夏令时）。

## 行政
拉罗谢尔诺尔芒德的邮政编码为50530，INSEE市镇编码为50434。

## 政治
拉罗谢尔诺尔芒德所属的省级选区为布雷阿勒县。

## 人口

1962-2008年间拉罗谢尔诺尔芒德人口变化图示

拉罗谢尔诺尔芒德于2018年1月1日时的人口数量为350人。